# أرت هاغان
أرت هاغان (بالإنجليزية: Art Hagan)‏ هو لاعب كرة قاعدة أمريكي، ولد في 17 مارس 1863 في بروفيدنس في الولايات المتحدة، وتوفي بنفس المكان في 25 مارس 1936.

## وصلات خارجية
- أرت هاغان على موقعبيزبول رفرنس.كوم (الدوري الرئيسي) (الإنجليزية)
- أرت هاغان على موقعبيزبول رفرنس.كوم (الدوري الثانوي) (الإنجليزية)